# 中央站 (釜山廣域市)
中央站（：／ Jung'ang yeok */?）是韓國釜山地鐵1號線沿線的一座地下車站，位於釜山廣域市中區中央洞4街。

## 車站結構
站體為1面2線島式月台的地下車站，候車月台設有月台幕門，並有17處出口。

### 月台配置
| 南浦 ↑   |
| 下 上 \| |
| ↓ 釜山站 |

| 月台 | 路線               | 目的地                       |
| ---- | ------------------ | ---------------------------- |
| 上行 | ●釜山都市铁道1号线 | 多大浦海水浴場方向           |
| 下行 | ●釜山都市铁道1号线 | 釜山站、西面、東萊、老圃方向 |

## 歷史
- 1987年5月15日：中央洞站落成啟用。
- 2010年2月24日：改為現今站名。

## 車站周邊
- 釜山港國際客運碼頭
- 國際市場
- 釜山郵局
- 中央日報釜山分社
- 東亞日報釜山分社
- 國民健康保險公團中釜山分社
- 釜山出入境管理事務所
- 釜山地方食品醫藥品廳
- 韓國貿易保險公社釜山分社
- 釜山中部警察署
- 釜山中部消防署
- 白山紀念館
- 釜山貿易會館
- 釜山和平廣播
- 東橫INN釜山站二店
- 駐韓國臺北代表部釜山辦事處

## 相鄰車站
釜山交通公社
●釜山都市铁道1号线
南浦（111）－中央（112）－釜山站（113）